# Pío XII y la resistencia alemana
Durante la Segunda Guerra Mundial, el papa Pío XII mantuvo vínculos con la resistencia alemana al nazismo contra el régimen nazi de Adolf Hitler. Aunque se mantuvo públicamente neutral, Pío XII avisó a los británicos en 1940 de la disposición de ciertos generales alemanes a derrocar a Hitler si se les aseguraba una paz honorable, ofreció ayuda a la resistencia alemana en caso de golpe, y advirtió a los aliados de la planeada invasión alemana de los Países Bajos en 1940. Los nazis consideraron que el papa había realizado actos equivalentes al espionaje.

## Antecedentes
El Ejército era la única organización en Alemania con capacidad para derrocar al gobierno; desde su interior, un pequeño número de oficiales llegó a presentar la amenaza más seria que se planteaba al régimen nazi. El Ministerio de Asuntos Exteriores y la Abwehr (Inteligencia Militar) del Oberkommando der Wehrmacht (Mando Supremo de las Fuerzas Armadas) también proporcionaron un apoyo vital al movimiento. La purga militar de Hitler en 1938 estuvo acompañada de una mayor militancia en la nazificación de Alemania, una fuerte intensificación de la persecución de los judíos y audaces hazañas en política exterior. Con Alemania al borde de la guerra, surgió entonces la Resistencia alemana.
Pío XII asumió el papado en 1939. En la preparación de la guerra, trató de actuar como intermediario de la paz. Como la Santa Sede había hecho durante el pontificado de Benedicto XV (1914-1922) durante la Primera Guerra Mundial, la Vaticano, bajo Pío XII, siguió una política de neutralidad diplomática durante la Segunda Guerra Mundial. Pío XII, al igual que Benedicto XV, describió la posición como «imparcialidad», en lugar de «neutralidad». Las relaciones de Pío XII con el Eje y las fuerzas aliadas pueden haber sido imparciales, pero al principio de la guerra, compartió información de inteligencia con los aliados sobre la Resistencia alemana y la invasión planeada de los Países Bajos y presionó a Mussolini para que se mantuviera neutral.

## El papa y la resistencia
Con Polonia invadida pero Francia y los Países Bajos aún por atacar, la Resistencia alemana quería la ayuda del Papa en los preparativos de un golpe para derrocar a Hitler. El coronel Hans Oster, jefe adjunto de la oficina de contraespionaje alemana (Abwehr), era una figura clave en la oposición militar alemana a Hitler. Pasó información a los holandeses sobre una invasión planeada de los Países Bajos en noviembre de 1939 y apoyó al general Ludwig Beck para que diera instrucciones al oficial del Abwehr Josef Müller para que fuera a Roma a advertir a los aliados, a través del Papa, de la invasión planeada. Müller fue enviado en el viaje clandestino a Roma para buscar la ayuda papal en el complot en desarrollo de la oposición militar alemana para derrocar a Hitler.

### Misión de Josef Müller
En el invierno de 1939-1940, el abogado bávaro y oficial de reserva de la 'Abwehr' Josef Müller, actuando como emisario de la temprana oposición militar alemana contra Hitler, centrada entonces en el general Franz Halder, jefe del estado mayor del ejército alemán, se puso en contacto con monseñor Ludwig Kaas, el líder exiliado del partido católico alemán Zentrum, en Roma, con la esperanza de utilizar al Papa como intermediario para contactar con los británicos. Kaas puso a Müller en contacto con el padre Robert Leiber, quien pidió personalmente al Papa que transmitiera la información sobre la resistencia alemana a los británicos. Müller conocía al Papa desde su época de nuncio en Múnich, y habían permanecido en contacto. El secretario privado del Papa, Robert Leiber, actuó como intermediario entre Pío y la Resistencia. Se reunió con Müller, que visitó Roma en 1939 y 1940.

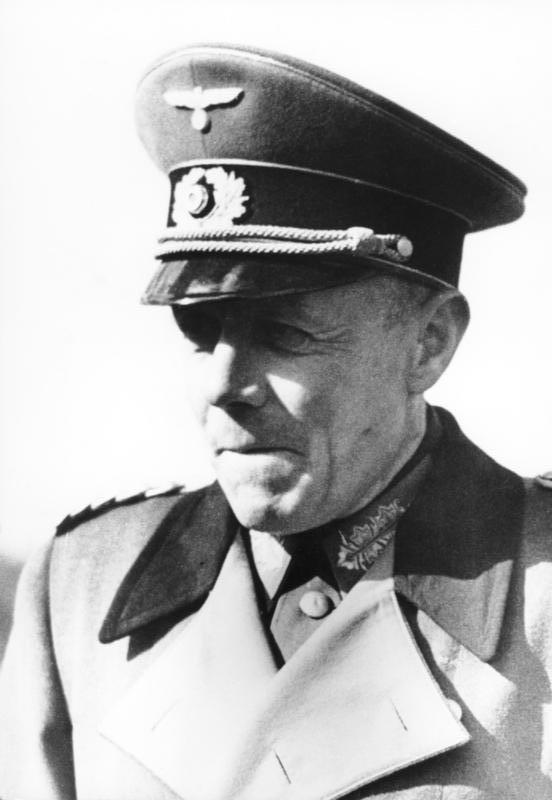
El coronel general Ludwig Beck, figura clave de la Resistencia alemana, asesoraba en secreto al Papa de los complots contra Hitler a través de emisarios

### Trama contra Hitler
El Vaticano consideró a Müller como representante del coronel general Ludwig Beck y aceptó ofrecer la maquinaria para la mediación. Oster, Wilhelm Canaris, y Hans von Dohnányi, respaldados por Beck, le dijeron a Müller que le pidiera a Pío que averiguara si los británicos entrarían en negociaciones con la oposición alemana que quería derrocar a Hitler. Los británicos aceptaron negociar si el Vaticano podía responder por el representante de la oposición. Pío, en comunicación con el británico Francis d'Arcy Osborne, canalizó las comunicaciones de ida y vuelta en secreto. El Vaticano accedió a enviar una carta en la que se esbozaban las bases de la paz con Inglaterra, y se utilizó la participación del Papa para intentar persuadir a los altos generales alemanes Halder y Brauchitsch de que actuaran contra Hitler.
Las negociaciones fueron tensas, ya que se esperaba una ofensiva occidental, y sobre la base de que las negociaciones de fondo requerían la sustitución del régimen de Hitler. Hoffmann escribió que cuando el Incidente de Venlo estancó las conversaciones, los británicos aceptaron reanudarlas principalmente por los «esfuerzos del Papa y el respeto que se le tenía». Chamberlain y Halifax dieron mucha importancia a la disposición del Papa a mediar".
El gobierno británico tenía dudas sobre la capacidad de los conspiradores. El 7 de febrero, el Papa informó a Osbourne de que la oposición quería sustituir el régimen nazi por una federación democrática, pero esperaba conservar Austria y los Sudetes. El gobierno británico no se comprometió y dijo que, aunque el modelo federal era interesante, las promesas y las fuentes de la oposición eran demasiado vagas. No obstante, la resistencia se sintió alentada por las conversaciones, y Müller comunicó a Leiber que se produciría un golpe en febrero. Pío parecía seguir esperando un golpe en Alemania hasta marzo de 1940.

### El Papa advierte de la inminente invasión
El 3 de mayo, Müller le dijo a Leiber que la invasión de los Países Bajos y Bélgica era inminente, que Suiza también podría ser atacada y que probablemente se desplegarían paracaidistas. El 4 de mayo de 1940, el Vaticano informó al enviado de los Países Bajos al Vaticano de que los alemanes planeaban invadir Francia a través de los Países Bajos y Bélgica el 10 de mayo.
Con la bendición del Papa, el Vaticano envió un mensaje de radio codificado a sus nuncios en Bruselas y La Haya. Los mensajes fueron interceptados por los nazis, y Canaris recibió instrucciones de investigar su propia filtración. Canaris ordenó entonces a Müller que volviera a Roma para investigar el origen de la filtración.
El 6 de mayo, el Papa habló del inminente ataque con el hijo del rey italiano, Príncipe heredero Umberto, y su esposa, la princesa María José. Umberto preguntó a Mussolini sobre el plan y se le dijo que era falso, pero María José aconsejó a su hermano el rey Leopoldo III de Bélgica y a su vez fue aconsejada por el embajador belga que la idea era una información errónea, difundida por un espía alemán. Según Peter Hebblethwaite, los alemanes "consideraron el comportamiento del Papa como equivalente al espionaje".
A Hitler se le mostraron dos telegramas descodificados enviados a Bruselas por el embajador belga en el Vaticano el 7 de mayo, pero no se le disuadió de su intención de invadir. Alfred Jodl anotó en su diario que los alemanes sabían que el enviado belga al Vaticano había sido avisado y que el Führer estaba muy agitado por el peligro de traición. La invasión alemana de los Países Bajos se produjo el 10 de mayo, y Bélgica, los Países Bajos y Luxemburgo fueron rápidamente arrollados.
Pío disgustó aún más a las potencias del Eje enviando condolencias a los soberanos de Bélgica, Países Bajos y Luxemburgo, y Giovanni Montini (más tarde Papa Pablo VI) señaló que, cuando fue interpelado por el embajador italiano, Pío respondió que no se dejaría intimidar por las amenazas y que "no tendría el menor temor de caer en manos hostiles o de ir a un campo de concentración".

### Después de la caída de Francia
Tras la caída de Francia, continuaron las propuestas de paz por parte del Vaticano, así como de Suecia y Estados Unidos, a las que Churchill respondió resueltamente que Alemania tendría que liberar primero sus territorios conquistados. Las negociaciones resultaron finalmente infructuosas. Las rápidas victorias de Hitler sobre Francia y los Países Bajos desinflaron la voluntad de los militares alemanes de resistir a Hitler.
Las actividades del grupo de resistencia de la Abwehr de la Inteligencia Militar en torno a Hans Oster quedaron bajo la vigilancia de la Gestapo en 1942, y Himmler estaba dispuesto a acabar con el servicio de seguridad rival. Dohnanyi, detenido en abril de 1943, tenía en su escritorio documentos destinados a ser transmitidos a Roma por Müller, para poner al día al Vaticano sobre los reveses sufridos por la Resistencia. Müller fue arrestado, al igual que Dietrich Bonhoeffer y su hermana, Christel Dohnanyi. Oster fue retirado y puesto bajo arresto domiciliario. Müller pasó el resto de la guerra en campos de concentración, terminando en Dachau.
La redada supuso un duro golpe para la Resistencia, que había iniciado los preparativos para el  Complot de julio de 1944, en medio de un creciente apoyo a su causa y de unas perspectivas cada vez menores de una victoria alemana en la guerra. Tras las detenciones, la primera orden de Beck fue que se enviara un informe de los incidentes al Papa. Hans Bernd Gisevius fue enviado en lugar de Müller para informar de los acontecimientos y se reunió con Leiber.